# 董應舉

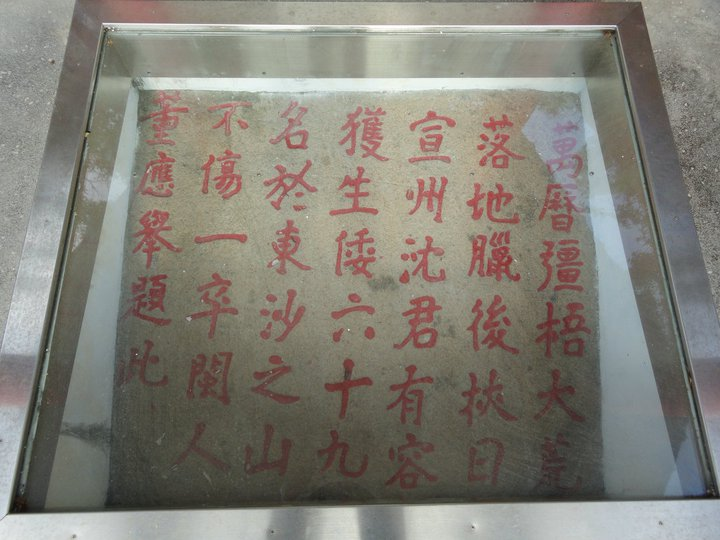
「大埔石刻」董應舉書法，記沈有容擊敗倭寇之事。

董應舉（1557年—1639年），字崇相，號見龍，福建閩縣人，明朝政治人物。

## 生平
董應舉是萬曆十九年（1591年）的舉人，二十六年（1598年）成進士，都察院觀政，授廣州府儒學教授，與稅監李鳳相爭學宮旁邊土地，李鳳派人在文廟前騎馬，他就拴住馬腳，因而出名。四十三年升國子監博士，升南户部陕西司主事，三十六年调南吏部，歷验封司、考功司、文选司员外郎，四十一年升稽勋司、验封司、考功司郎中，四十三年十月升南京大理寺右寺丞，四十六年十月以疾乞归。
天啓元年（1621年）閏二月起为大理寺左寺丞，六月升太常寺少卿、提督四夷馆，二年四月升太仆寺卿兼河南道监察御史，管理天津至山海关等处屯田，安插辽民事务，三年十一月加右副都御史，督理督理顺天等处屯田屯兵事务，铸给新衔关防，五年四月升工部右侍郎兼右佥都御史，专理铸钱，建局于荆州，统率荆西道催儧铜料工程，六月兼理户部盐课，十二月被弹劾，令冠带闲住。崇禎初，恢復官銜。

## 資料來源
1. ↑  四庫全書《福建通志·卷三十八·選舉六》：明舉人……萬厯十九年 辛卯 黄志清榜……閩縣董應舉 戊戌進士
2. ↑  四庫全書《福建通志·卷三十六·選舉四》：明進士……萬歴二十六年 戊戌 趙秉忠榜……閩縣董應舉 傳見人物
3. ↑  《萬曆二十六年戊戌科進士履歷》：董應舉，見龍，诗二房，己巳三月初三生。闽县人，辛卯八十二，会八十，三甲百八十，都察院政，己亥授广州府授，乙卯升國子監博士，乙巳升南户部陕西司主事，戊申调南吏部，本年调员外，调验封司，调考司，调文选司员外，辛亥给假，癸丑升稽勋郎中，甲寅调验封，调考功，乙卯患病，補南大理寺丞，戊午告病，辛酉起升大理寺左寺丞，本年升太常寺少卿，壬戌升太仆寺卿兼河南道御史职衔，管理正直天津等处，癸亥升右付都御史，督理順天等处，乙丑升兵部右侍郎，本年闲住。曾祖惟重。祖力宜。父克济。
4. ↑  《明史·卷二百四十二·列傳第一百三十》：董應舉，字崇相，閩縣人。萬歷二十六年進士。除廣州教授。與稅監李鳳爭學傍壖地，鳳舍人馳騎文廟前，縶其馬，用是有名。遷南京國子博士，再遷南京吏部主事。召為文選主事。歷考功郎中，告歸。起南京大理丞。四十六年閏四月，日中黑子相鬥。五月朔，有黑日掩日，日無光。時遼東撫順已失，應舉言：「日生黑眚，乃強敵侵淩之征。亟宜勤政修備，以消禍變。」因條上方略。帝置不省。天啟改元，再遷太常少卿，督四夷館。二年春，陳急務數事，極言天下兵耗民離，疆宇日蹙，由主威不立，國法不行所致。帝以為應舉知兵，令專任較射演武。已，上言保衛神京在設險營屯。遂擢應舉太仆卿兼河南道御史，經理天津至山海屯務。應舉以責太重，陳十難十利，帝悉敕所司從之。乃分處遼人萬三千余戶於順天、永平、河間、保定，詔書褒美。遂用公帑六千買民田十二萬余畝，合閑田凡十八萬畝，廣募耕者，畀工廩、田器、牛種，浚渠築防，教之藝稻，農舍、倉廨、場圃、舟車畢具，費二萬六千，而所收黍麥谷五萬五千余石。廷臣多論其功，就進右副都御史。天津葛沽故有水陸兵二千，應舉奏令屯田，以所入充歲餉，屯利益興。五年六月，朝議以屯務既成，當廣鼓鑄。乃改應舉工部右侍郎，專領錢務，開局荊州。尋議給兩淮鹽課為鑄本，命兼戶部侍郎，並理鹽政。應舉至揚州，疏請厘正鹽規，議商人補行積引，增輸銀視正引之半，為部議所格。應舉方奏析，而巡鹽御史陸世科惡其侵官，劾之，魏忠賢傳旨詰讓，御史徐揚先遂希指再劾，落職閑住。崇禎初，復官。應舉好學善文。其居官，慷慨任事；在家，好興利捍患。比沒，海濱人祠祀之。